# جيمس إدوارد سمول
جيمس إدوارد سمول هو قاضي كندي، ولد في فبراير 1798 في York, Ontario ‏ في كندا، وتوفي في 27 مايو 1869 في لندن في كندا.